# Mauria trichothyrsa
Espèce
Statut de conservation UICN

 VU D2 : Vulnérable
Mauria trichothyrsa est une espèce de plantes de la famille des Anacardiaceae.

## Publication originale
- Botanische Jahrbücher für Systematik, Pflanzengeschichte und Pflanzengeographie 37: 571. 1906.